# 毛蟾鯰
毛蟾鯰，為輻鰭魚綱鯰形目擬油鯰科的其中一種，為熱帶淡水魚類，分布於南美洲亞馬遜河、埃塞奎博河、奧里諾科河流域，體長可達14.8公分，棲息在底層水域，生活習性不明。
其种加词“villosus”意为“被毛的”。